# Alec Finn

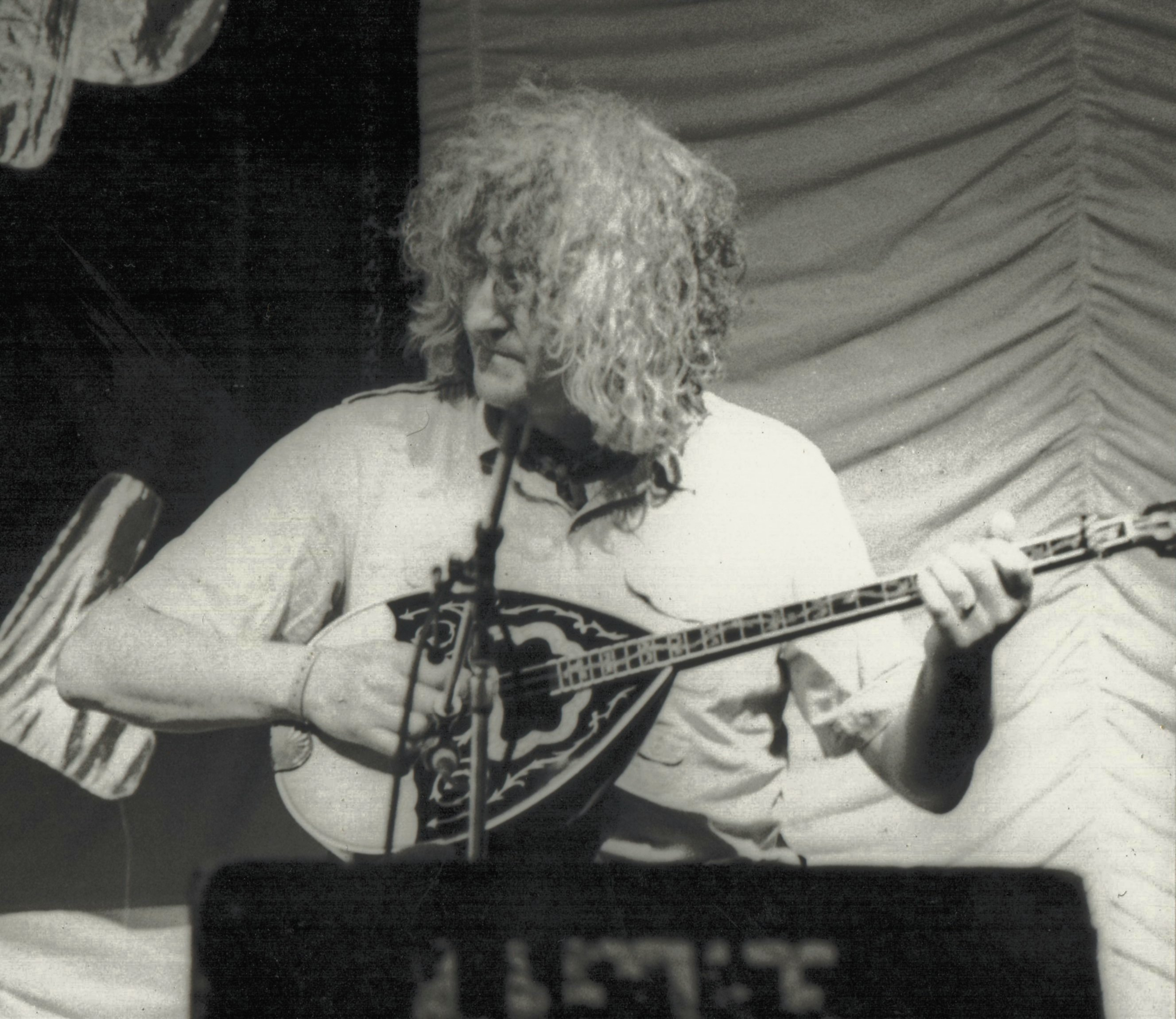
Alec Finn op bouzouki, 1985

Alexander "Alec" Finn (geboren Alexander J. Phinn, Yorkshire (Engeland), 4 juni 1944 — 16 november 2018) was een Ierse folkmuzikant, die gitaar en bouzouki speelde. Hij was geboren in Engeland maar zijn jeugdjaren bracht hij door in West Ierland. Begin 1960 ging hij naar Dublin en speelde daar blues in lokale clubs en pubs. Later ging hij naar Galway en begon daar met zijn pas aangeschafte bouzouki aan jam-sessions mee te doen. Hij raakte daar bevriend met Frankie Gavin. Met hem was Finn een van de oprichters van de bekende folkband De Dannan. Hij was een van de langst meespelende muzikanten van de band. Hij werkte ook met Johnny McDonagh, Andrew Boland, John Faulkner, Dolores Keane en Jackie Daly.
Finn overleed op 74-jarige leeftijd.

## Discografie
- Blue Shamrock 1994
- Before the Flood
- Innisfree, 2003
- Kevin McLeod & Alec Finn - Polbain to Oranmore 2003
- Various Artists - The 3rd Irish Folk Festival in Concert
- John Carty - At It Again
- Tommy Peoples - Waiting for a Call
- Various Artists - Philadelphia Folk Festival: 40th Anniversary
- Rita Eriksen - Tideland
- Eoin O'Riabhaigh - Handed On
- Frankie Gavin - Fierce Traditional
- Dolores Keane - Night Owl
- Various Artists - Bringing It All Back Home, Vol. 3
- Kevin MacLeod - Springwell, 1999
- Various Artists - Celtic Treasure, Vol. 2
- Kathleen Loughnane - Affairs of the Harp
- Various Artists - Legends of Ireland (Rhino)
- Various Artists - Voices of Celtic Women: Holding Up Half the Sky
- Colm Murphy - An Bodhran
- Noel Hill - Noel Hill and Tony Linnane
- Tommy Keane - The Wind Among the Reeds
- Various Artists - Treasures of Irish Music
- Sean Ryan - Minstrel's Fancy
- Sean Ryan - Take the Air
- Various Artists - Celtic Graces: A Best of Ireland
- Various Artists - Celtic Heartbeat Collection
- Frankie Gavin - Frankie Gavin & Alec Finn
- Various Artists - Bringing It All Back Home, Vol. 1 (Valley)
- Celtic Graces - The Best of Ireland
- Mary Bergin - Feadoga Stain 2
- Seán Keane - All Heart No Roses
- Frankie Gavin - Frankie Goes to Town
- The Waterboys - Fisherman's Blues
- De Danann - 1/2 Set in Harlem
- De Danann - Ballroom
- De Danann - Hibernian Rhapsody
- De Danann - A Jacket of Batteries
- De Danann - Song for Ireland
- De Danann - The Mist Covered Mountain
- De Danann - Star-Spangled Molly
- De Dannan - Eerste album in 1975